# Бойко Володимир Григорович (літературознавець)
Володимир Григорович Бойко (* 14 травня 1929, Мар'янівка, Петрівський район, Кіровоградська область — † 16 грудня 2009) — український вчений-фольклорист, літературознавець. Доктор філологічних наук, професор. Завідувач кафедри історії літератури і літератури народів СРСР (1976—1992), професор кафедри історії української літератури, професор і один із засновників кафедри фольклористики (1992—2002).

## Життєпис
Закінчив відділення української мови і літератури філологічного факультету Київського університету у 1952 році.
Після заснування кафедри фольклористики, читав курси з фольклору на кафедрах історії літератури, керував фольклорною практикою і вів відповідну науково-дослідну роботу.

## Наукова діяльність
У центрі його уваги перебували такі проблеми, як взаємозв'язок та взаємодія естетичних систем фольклору і літератури, походження та специфіка жанрів народної творчості, динаміка розвитку фольклорного процесу тощо.
Член Вченої ради філологічного факультету (1976—2000), спеціаліст вченої ради із захисту докторських дисертацій Інституту філології (1976—2000), експертної ради ВАКу з літературознавства та фольклористки (1999—2002), голова факультетського осередку товариства «Знання», секції фольклору та етнографії Республіканського товариства охорони пам'яток історії та культури України.
Автор понад 100 публікацій.

### Монографії
- «Поетичне слово народу і літературний процес. Проблема фольклорних традицій в становленні української радянської поезії» (1965),
- «Сучасна народнопоетична творчість на Україні. Основні тенденції розвитку» (1973),
- «Поезія Едуарда Межелайтіса» (1988).

У монографії «Поезія Едуарда Межелайтіса» В. Г. Бойко висвітлює творчий шлях видатного литовського поета. Hа основі аналізу його творів – «Братерської поеми», збірників «Людина», «Авіаетюди» та ряду інших, — розглядаються дві найважливіші проблеми творчості поета — людина i суспільство, людина i всесвіт.
В. Г. Бойко був упорядником та науковим редактором багатьох збірок українського фольклору.

### Збірки
- «Українські народна творчість» І том,
- «Український дитячий фольклор» ІІ том (1962),
- «Прислів'я та приказки народів РРФСР» (1974),
- «Пісні літературного походження» (1980).

В укладеному ним збірнику «Українські народні прислів'я» (1968) уперше було вміщено переклади зразків українського фольклору німецькою мовою, а збірник «Українські народні казки» (1976) здобув міжнародне визнання і був перекладений англійською, німецькою, французькою мовами та 5 мовами народів Індії.
Один із співавторів підручника «Українська народна поетична творчість» (1983), книги «Українська народна магія: Поетика, психологія» (Л. Ф. Дунаєвська, В. Г. Бойко, О. М. Таланчук та інші), укладач понад 10 навчальних програм.
Після видання двотомного дослідження «Українська народна творчість» (1958), здійсненого під керівництвом члена-кореспондента АН УРСР, доктора філологічних наук, професора П. Н. Попова та відповідального редактора – академіка АН УРСР, доктора філологічних наук, професора М. Т. Рильського, а також скороченого і адаптованого варіанту праці під однойменною назвою (1965), укладеного в ІМФЕ у 1983 р., був виданий підручник «Українська народно-поетична творчість», підготовлений М. С. Грицаєм, В. Г. Бойком, Л. Ф. Дунаєвською. Також у підручнику акцентується увага на текстах у записах В. Г. Бойка.

### Дисертація
- «Питання сатири в літературно-естетичних поглядах Івана Франка» (1955).

### Статті
- «Поезія давньої української літератури», вперше вміщеної у науково-методичному журналі «Українська література в загальноосвітній школі».

## Відзнаки
Нагороджений медалями «За доблестный труд в ВОВ 1941—1945 гг.» (1999), «Захисник Вітчизни» (2002), грамотами Київського університету та Міносвіти України.